# Rancho Santa Margarita, Kalifornien
Rancho Santa Margarita är en stad (city) i Orange County, i delstaten Kalifornien, USA. Enligt United States Census Bureau har staden en folkmängd på 48 587 invånare (2011) och en landarea på 33,6 km².